# Лачар
Лачар (на испански: Láchar) е населено място и община в Испания. Намира се в провинция Гранада, в състава на автономната област Андалусия. Общината влиза в състава на района (комарка) Вега де Гранада. Заема площ от 13,12 km². Населението му е 3115 души (по данни от 2010 г.). Разстоянието до административния център на провинцията е 22 km.
За покровители на града се смятат свети Исидор и света дева дел Росарио.